# 瞻星粗頭鮋
瞻星粗頭鮋（学名：Trachicephalus uranoscopus），又名鰧頭鮋、石狗公、石頭魚，為輻鰭魚綱鮋形目鮋亞目毒鮋科的其中一種，為熱帶海水魚，分布於印度洋至西太平洋，西起印度，至印尼，北至香港與中國南部半鹹水海域，棲息深度2-25公尺，體長可達10公分，棲息在泥底質底層水域，生活習性不明，可做為食用魚，具有毒性。